# Брокат (ткань)

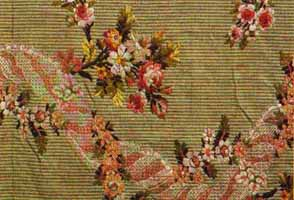

Брокат (от итал. broccare — вышивать, франц. brocart, англ. brocade) — парча (золотая, серебряная), тяжелая шёлковая материя с золотыми или серебряными нитями, протканная рисунками.
Брокателль — похожая на брокат полушелковая материя из шелка и хлопчатой бумаги, с большими цветами.